# 青丘增二
青丘增二（HD 100953），又名CD-32 8202，SAO 202634、HR 4473，是一颗長蛇座的恒星，视星等为6.29，位于銀經285.4，銀緯27.34，其B1900.0坐标为赤經11h 32m 3.4s，赤緯-32° 27.34′ 57″。